# Kanton Ferney-Voltaire
Kanton Ferney-Voltaire (fr. Canton de Ferney-Voltaire) byl francouzský kanton v departementu Ain v regionu Rhône-Alpes. Skládal se z osmi obcí. Zrušen byl po reformě kantonů 2014.

## Obce kantonu
- Ferney-Voltaire
- Ornex
- Prévessin-Moëns
- Saint-Genis-Pouilly
- Sauverny
- Sergy
- Thoiry
- Versonnex